# Ciudad amurallada de Jajce
La ciudad amurallada de Jajce ( bosnio, croata y serbio: Jajačka tvrđava, Serbian Cyrillic ) es un núcleo fortificado medieval de Jajce en Bosnia y Herzegovina, con una ciudadela en lo alto de la ciudad, en la cima de una colina escarpada de forma piramidal, rodeada de murallas defensivas de unos 1.300 metros de longitud. Es una de las capitales fortificadas mejor conservadas del Reino de Bosnia, la última fortaleza antes de que el reino se disolviera bajo la presión del avance militar al inicio de la conquista por el Imperio Otomano.

## Geografía
Todo el complejo de la ciudad amurallada de Jajce, con la ciudadela, las murallas de la ciudad, la torre de vigilancia Medvjed-kula y las dos torres principales de la ciudad, se encuentra en la ladera sur de una gran pirámide rocosa en la confluencia de los ríos Pliva y Vrbas, cerrada por estos ríos desde el sur-suroeste, con el lecho del Pliva, y desde el este-sureste por el desfiladero del río Vrbas.
La altitud de la fortaleza es de 470 metros sobre el nivel del mar, la de los lagos de Pliva de 426,6 metros y la de la cascada de 362,5 metros sobre el nivel del mar. La fortaleza, que más tarde se convirtió en una ciudadela y en el punto central del sistema de fortificaciones, y las murallas se extienden en un perímetro de unos 1.300 metros y cubren un área de aproximadamente 11.200 metros cuadrados. Toda la zona es interesante desde el punto de vista geográfico e histórico.

## Historia

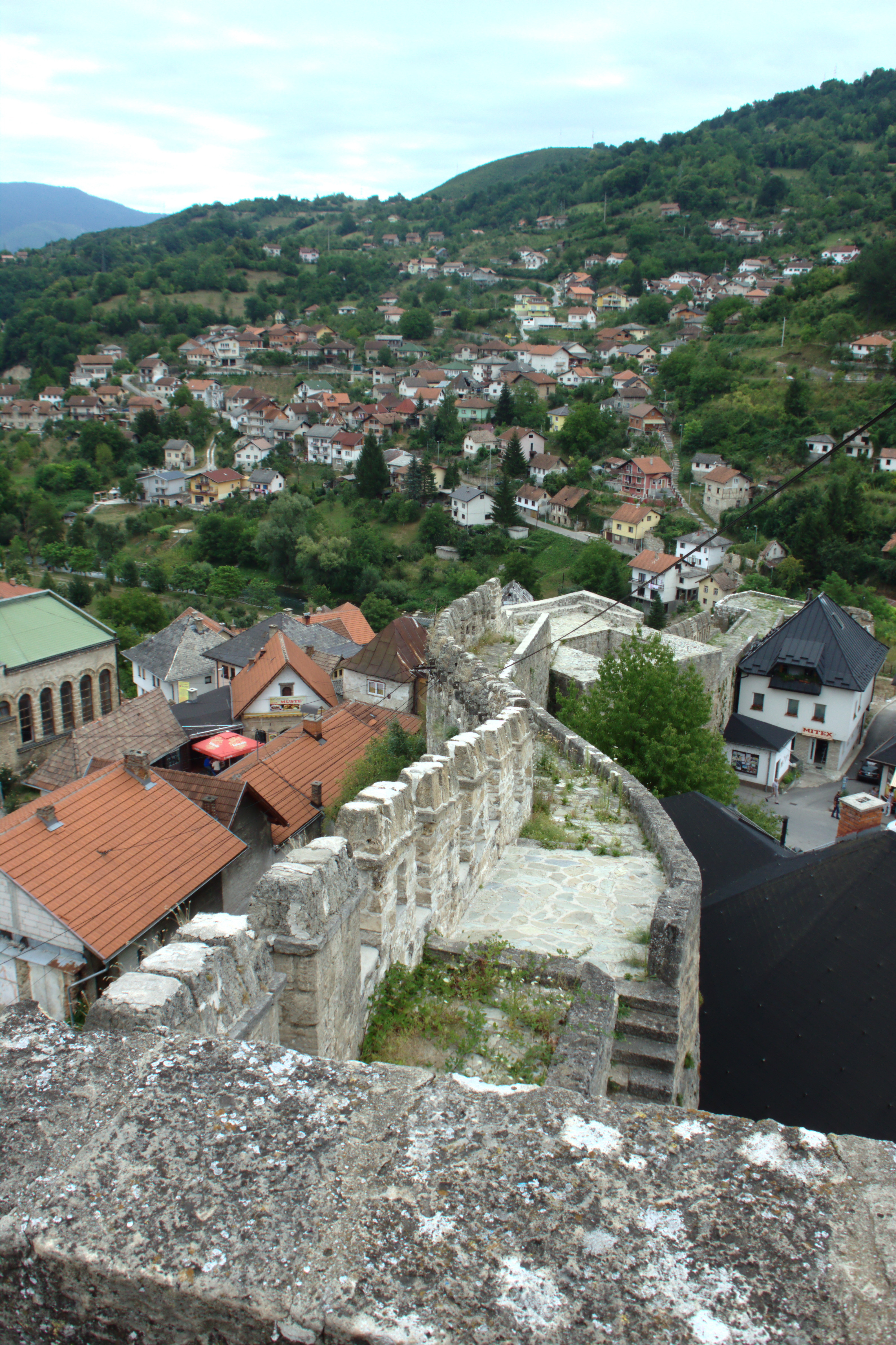
Jajce es una ciudad amurallada, protegida por dos ríos y un largo muro

La fortaleza fue construida por Hrvoje Vukčić Hrvatinić, el fundador de Jajce . Sin embargo, la ciudad se convirtió en la sede de los reyes bosnios, de ahí la decoración del escudo de armas real en la entrada de la ciudadela. Una parte de la muralla fue construida por el rey húngaro, mientras que los otomanos erigieron el polvorín. Los muros son altos y el castillo fue construido sobre una colina que tiene forma de huevo, los ríos Pliva y Vrbas también protegen el castillo. No hay muralla en el sur y el oeste.
Jajce se construyó por primera vez en el siglo XIV y sirvió como capital del Reino independiente de Bosnia durante su tiempo. La ciudad tiene puertas como fortificaciones, así como un castillo con murallas que conducen a las distintas puertas que rodean la ciudad. A unos 10-20 kilómetros de Jajce se encuentra el castillo y la ciudad de Komotin, más antigua pero más pequeña que Jajce. Se cree que la ciudad de Jajce era antes Komotin, pero fue trasladada después de la peste negra.
La primera referencia al nombre de Jajce en fuentes escritas es del año 1396, pero para entonces ya existía la fortaleza. Jajce fue la residencia del último rey bosnio Stjepan Tomasevic; los otomanos sitiaron la ciudad y lo ejecutaron, pero la mantuvieron solo durante seis meses, antes de que el rey húngaro Matthias Corvinus la tomara en el sitio de Jajce y estableciera la Banovina de Jajce. : 36 
Skenderbeg Mihajlović sitió Jajce en 1501, pero sin éxito porque fue derrotado por Juan Corvino asistido por las casas de Zrinski, Frankopan, Karlović y Cubor.
Durante este período, la reina Catalina restauró la iglesia de Santa María en Jajce, hoy la iglesia más antigua de la ciudad. Finalmente, en 1527, Jajce se convirtió en la última ciudad bosnia en caer bajo el dominio otomano. Luego, la ciudad perdió su importancia estratégica, ya que la frontera se movió más al norte y al oeste.
Jajce pasó con el resto de Bosnia y Herzegovina bajo la administración de Austria-Hungría en 1878. El monasterio franciscano de San Lucas se completó en 1885.

## Sistema de fortificación

### Ciudadela y baluartes
La ciudadela de Jajce es el punto central de la ciudad amurallada de Jajce. Es la primera que se construyó, en la cima de la colina llamada Hum a 470 m s. n. m., a finales del siglo XIII y principios del XIV como fortaleza para el Gran Duque de Bosnia, Hrvoje Vukčić. Estaba rodeada por un pequeño asentamiento en las laderas orientales, como lo está actualmente. Desde entonces fue reparada, reconstruida y ampliada en numerosas ocasiones.
En la actualidad, la ciudadela consta de un portal principal, decorado con el escudo de armas de la dinastía real Kotromanić, dos grandes bastiones, y en su interior una torre de pólvora. Las murallas son transitables con un camino a lo largo de toda su longitud, que conecta el Gran Bastión Sur con el Gran Bastión Norte, construidos en las esquinas diagonalmente opuestas.

### Murallas con puertas de la ciudad y torres de vigilancia
Se añadieron las murallas y las puertas de la ciudad, hasta abarcar todo el asentamiento por debajo con sus grandes murallas. La fortaleza se convirtió en una ciudadela y en el punto central del sistema de fortificaciones, cuyas murallas se extienden en conjunto en un perímetro de unos 1.300 metros y cubren una superficie de unos 11.200 metros cuadrados.
El perímetro amurallado encierra a Jajce por dos lados, con las dos puertas principales de la ciudad, una a cada lado, la puerta principal del norte, la "casa de la ciudad de Banja Luka", y la puerta principal del sur, la "casa de la ciudad de Travnik".
Las murallas del perímetro norte se extienden desde la esquina noreste de la fortaleza, cerca de la Torre del Reloj, hasta la puerta de "Mračna kapija", seguida por la puerta y el bastión de "Velika tabija", y desde Velika tabija hasta la "torre de Džikovac", desde allí hasta la "torre de Papaz", llegando a la puerta principal de la ciudad, la "puerta de Banja Luka", y desde aquí la muralla sigue en dirección al río Vrbas, terminando en el "tabije de Šamić". La muralla del perímetro occidental comienza en la esquina occidental de la ciudadela, cerca de su portal principal, y sigue en dirección sureste hacia abajo hasta la "torre de Medvjed", luego, la muralla sigue hacia el sur hasta el río Pliva, y luego gira hacia el este hacia la puerta principal del sur de la ciudad, la "garita de Travnik", donde termina.

## Montaje arquitectónico

### Monumento Nacional

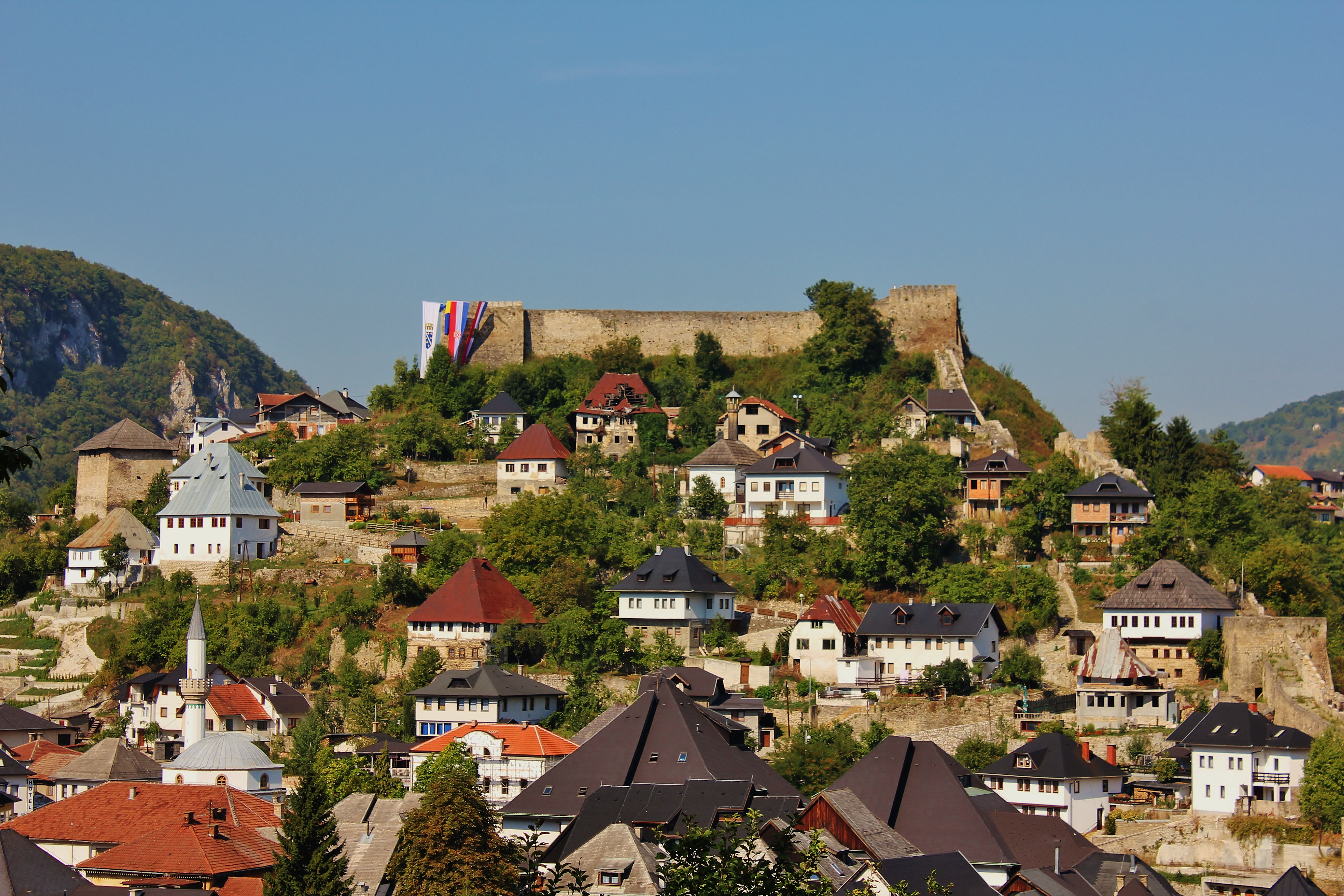
Ciudadela con vistas a la antigua ciudad amurallada de Jajce

La ciudad amurallada de Jajce está situada en la confluencia de los ríos Pliva y Vrbas. Fue fundada y comenzó a desarrollarse en la Edad Media y adquirió su forma definitiva durante el periodo otomano. Hay varias iglesias y mezquitas construidas en distintas épocas durante diferentes reglas, lo que hace de Jajce una ciudad bastante diversa en este aspecto. Está declarada Monumento Nacional de Bosnia-Herzegovina, y, al igual que el antiguo núcleo de la ciudad de Jajce, incluida la cascada, y otros lugares individuales fuera del perímetro de la ciudad amurallada, como el Mitreo de Jajce, está designado como El conjunto natural y arquitectónico de Jajce y propuesto como tal para su inscripción en la lista  del Patrimonio Mundial de la UNESCO. La propuesta de inscripción se encuentra actualmente en la lista indicativa de la UNESCO.

## Galería

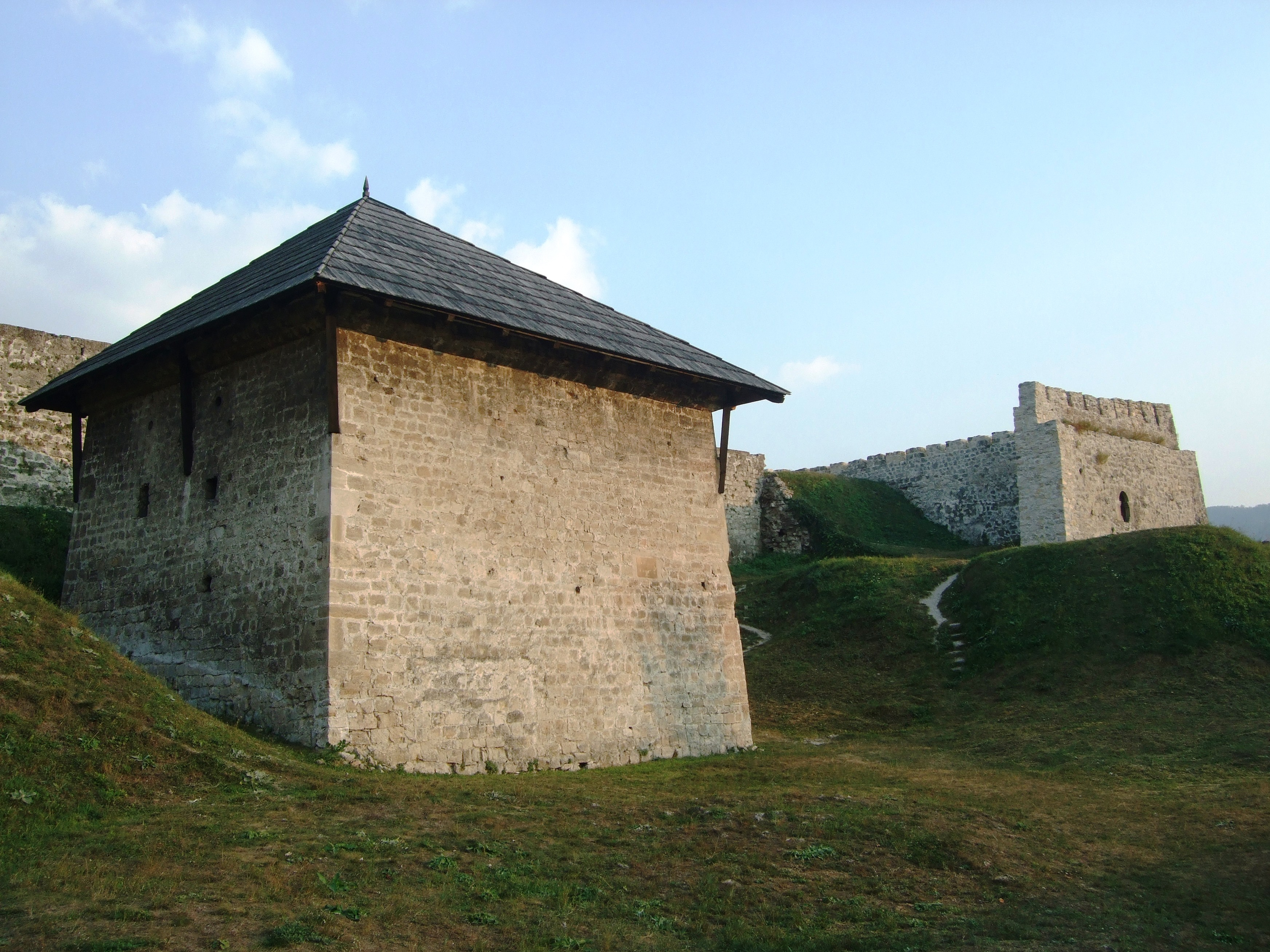
Fortaleza de Jajce
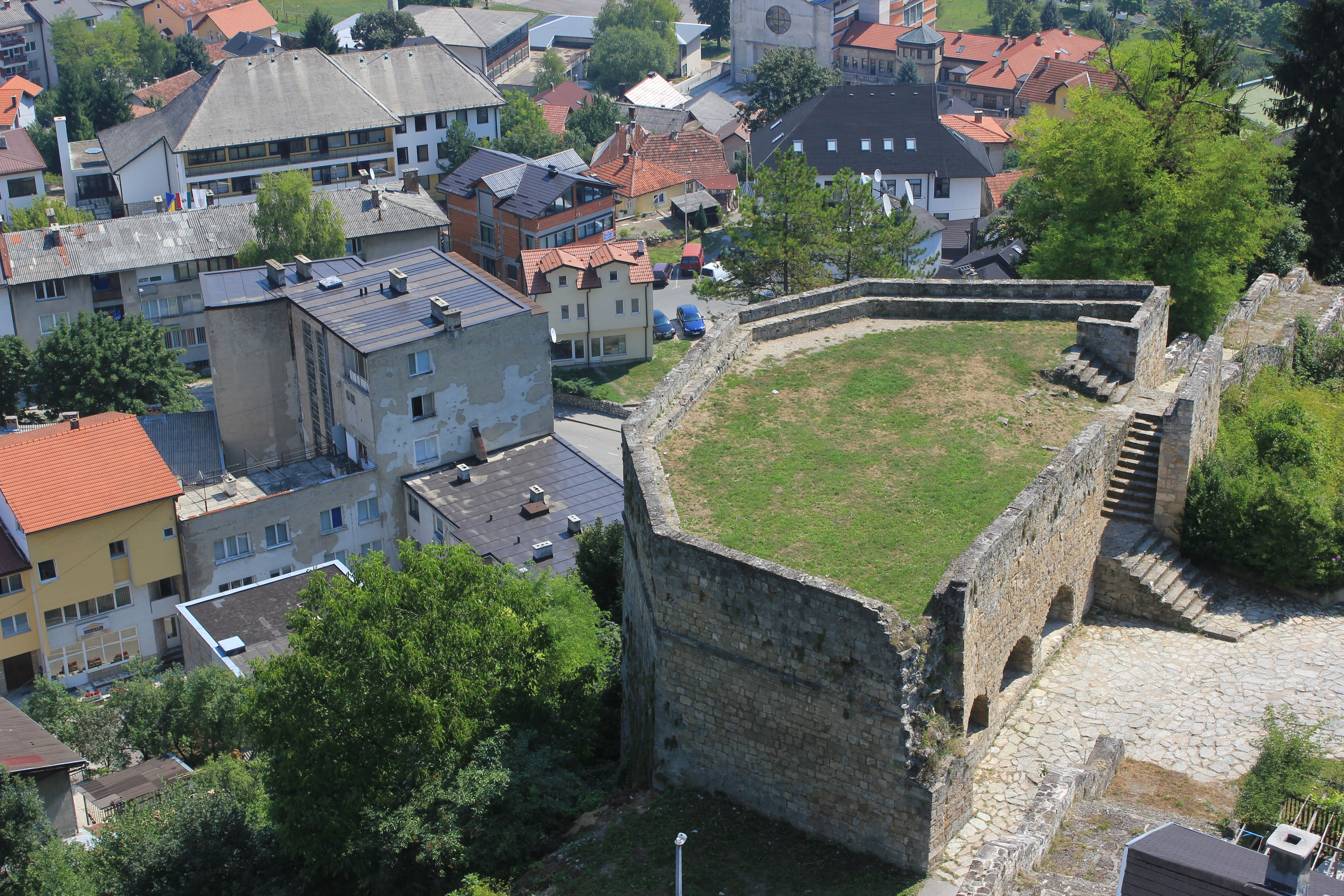
Bastión de la fortaleza de Jajce
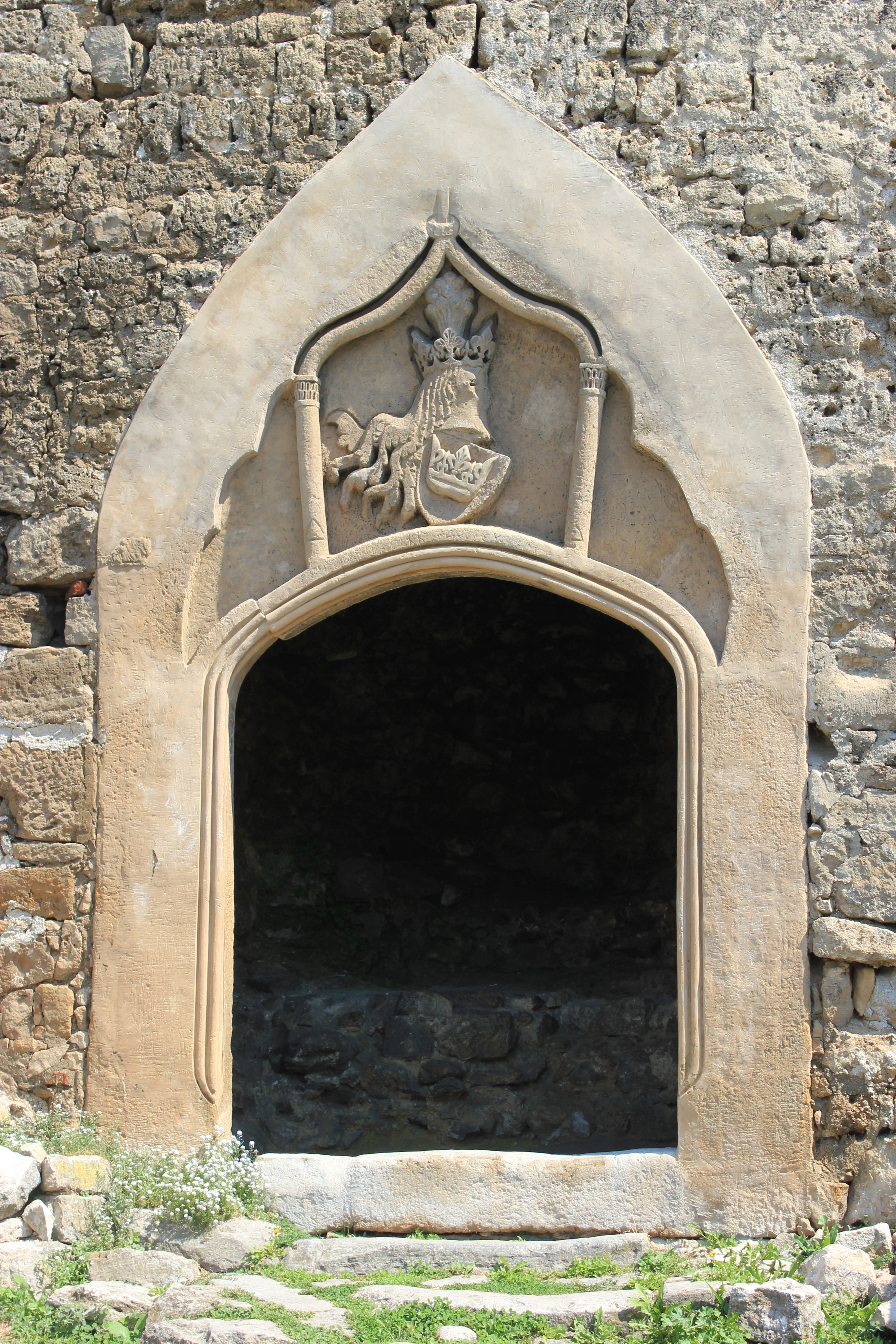
Fortaleza de Jajce, entrada suroeste con el escudo de armas real de Kotromanić